# MC몽
MC몽(MC Mong, 본명: 신동현, 1979년 9월 4일 ~ )은 대한민국의 래퍼이다.

## 학력
- 서울가락초등학교 (졸업)
- 가원중학교 (졸업)
- 배명고등학교 (졸업)
- 동아방송예술대학교 방송연예학과 (졸업)

## 생애
MC몽(신동현)은 1979년 9월 4일 대한민국 서울특별시 송파구 가락동에서 태어났다. 고등학교때부터 춤에 관심을 보이기 시작, 1998년 피플 크루의 멤버로 데뷔하였으며, 잦은 멤버 교체 속에서도 3집까지 빠지지 않고 꾸준히 활동했다. 2002년에는 3집 수록 곡인 "웟츠 업 요"(What's Up Yo)로 무대에 몇 번 서면서 제롬, 하하 등과 함께 "더블유유와이"(W.U.Y.)라는 프로젝트 그룹으로 잠시 활동하기도 하였다.
2004년부터 예능 프로그램의 출연을 늘리면서 개인 음반을 발표하였고, 한때 피플 크루에 비해 솔로 활동의 빈도가 훨씬 높은 상태이기도 했다. 한 방송 프로그램에서 MC몽은 자신이 가난한 집안에서 태어나서 평생 가난의 굴레에 갇혔다고 속내를 털어놓았다.
그러다가 MC몽은 점차 2004년부터 '180°', '너에게 쓰는 편지' 등의 솔로곡을 발표하면서 이름을 알리기 시작했고, 2005년에 '천하무적'으로 첫 히트를 쳤으며 그 다음 해에 '아이스크림'을 발매하면서 대중가수로서의 입지를 단단히 굳혔다. 그리고 2008년에 '서커스'로 약 2달동안 여러 음악매체에서 1위권을 유지함으로 그의 음악인생에 있어서의 최대의 전성기를 누리게 되었다. 이후에 발표된 '죽을만큼 아파서'는 여러 음악매체에서 1위권을 기록한 것은 물론, 음악 평론가들에게 감정표현 면에 있어서 극진한 찬사를 받았다.

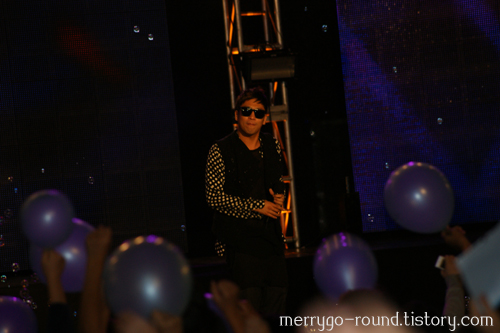
2009년 8월31일 원주 한마음콘서트에서 공연중인 MC몽

그러나, 2010년 9월에 그가 병역기피를 위해서 생니를 고의로 발치했으며, 허위로 공무원 시험에 응시했다는 사실이 밝혀지면서, 대중들에게 말로 이를 수 없을 정도의 험한 질타를 받고, 검찰 조사를 받으면서 그는 더 이상 음악활동을 온전히 할 수 없게 되었다. 때문에 그는 모든 방송활동 중단을 선언하고, 6집을 발매한 2014년을 포함해 그 이전의 5년동안 어떤 공식적 음악활동도 하지 않았다.
하지만 지금까지의 여러 정황들을 보았을 때, 그는 5년의 공백기 동안 몇몇 비공식적인 음악활동을 해온 것으로 보인다.

### ‘김제동송’ 작업 참여 및 기부 활동
2010년 윤도현의 부탁으로 김제동송 작업에 참여하기로 했다고 자신의 미니홈피에서 밝혔다. 시각장애인을 위해 의류를 기부하였으며 유소년 야구를 위해 목소리 기부도 하였다.

### 법원의 ’고의발치에 의한 병역기피 혐의 건’ 관련 무죄 선고
2010년 거짓 공무원 시험 응시에 의한 병역기피 혐의에 대해 유죄를 선고 받았지만, '생니 고의발치에 의한 병역기피 혐의 건'에 대해서는 무죄를 선고받았다.

### '이단옆차기' 소속활동 추측
2012년부터 그는 이단옆차기라는 프로듀서 팀에 소속되어 작곡 활동을 해 왔을 거라는 의혹이 제기되고 있고, 이 의혹은 그의 6집 앨범 발매 이후, 거의 확실시되고 있는 추세이다.

### 공백기에 음반 발표
2014년 11월 3일 6집 "Miss Me Or Diss Me"를, 이듬해인 2015년 3월 2일에는 EP "Song For You"를 발표하였다.
2016년 11월 2일에는 7집 U.F.O를, 2019년 10월 25일에는 CHANNEL8을, 2021년 3월 2일에는 FLOWER9을 각각 발표하였다.

## 사건과 논란

### 동성애자 비하 발언
MC몽은 지난 2004년 6월 17일 오후 1시 케이블 MTV를 통해 방송된 일반인 및 연예인 대상의 핫이슈 인터뷰 프로그램 《모스트 원티드》에서 프로그램 VJ로부터 '동성연애자에 대해 어떻게 생각하느냐'라는 질문을 받고 "우리나라가 총기가 허가된 나라라면 그런 **들 쏴죽여야 한다. 성경에도 (동성애가) 분명 죄라고 나와 있다."라고 말한 것으로 확인됐다. MC몽은 사건의 전말을 밝히고 즉각 사과의 글을 올렸으나 동성애 단체, 인권단체 등을 비롯한 시민단체와 네티즌들의 비난 및 비판이 그치지 않고 있다.

### 욕설 방송
2007년 4월 16일 SBS 파워FM 《MC몽의 동고동락》 첫 방송에서 DJ로 진행 중이던 MC몽이 하하와 함께 '개편 축하 어게인 하몽쇼'를 방송하는 가운데 욕설을 내뱉었다. 이후 MC몽은 "방송이 안 나가는 상태인 줄 알고 사석에서 하는 말을 했는데 방송됐다. 진심으로 사과드린다"며 청취자들에게 거듭 사과했다.

### 흡연
KBS 2TV의 예능 프로그램 해피선데이의  《1박 2일》 2008년 7월 6일 방영분(백두산 편) 중 버스 안에서의 MC몽의 흡연 장면이 그대로 방송되어 물의를 빚었다. 이 사건으로 인해 MC몽은 자신이 진행하는 라디오 프로그램에서 금연 결심과 함께 공식 사과를 하였다. 한편 KBS를 비롯한 MBC와 SBS는 2004년부터 자율적으로 모든 프로그램에서 흡연 장면을 내보내는 것을 금지하고 자정운동을 펼쳐왔다.

### 저작권료 지급 논란
2004년 4월 발표된 MC몽의 1집 수록곡 <너에게 쓰는 편지>가 2006년 10월 표절 판결을 받았다. 수원지법 민사6부는 `이츠 유(It's you)`를 작사, 작곡한 원고(강현민)가 `너에게 쓰는 편지`를 작곡한 피고(김건우)를 상대로 제기한 저작권 침해로 인한 손해배상 청구소송에서 피고는 원고에게 1천만 원을 지급하라는 원고승소판결을 내렸다고 29일 밝혔다. 소송은 대한민국 최초의 음악 표절 관련 법적 소송이며 '너에게 쓰는 편지'의 후렴구 8소절이 모던 록그룹 더더가 부른 노래 <이츠 유(It's you)>를 표절했다는 법원의 판결이다. 소송은 1년이 걸렸고, 원작자는 저작권을 회복하는 데 위자료보다 더 많은 소송비를 썼다.
현재는 표절자(김건우)와 피해자(강현민)가 나란히 공동저작자로 올려진 상황이다.
판결 이후 MC몽의 `너에게 쓰는 편지`는 2006년 10월 법원에 의해 '표절'판정을 받았음에도 불구하고 2004년 4월부터 2010년 8월까지 총 2억3000여만 원의 저작권료를 지급받았다. 물론 MC몽의 ‘너에게 쓰는 편지’는 자작곡이 아닌 작곡가 김건우 의해 만들어진 곡이다. MC몽은 ‘병역기피’라는 혐의로 이미지가 바닥으로 곤두박질 친 상태에서 직접 저작권료를 받지 않았음에도 또 다시 도마 위에 오르게 됐다.

### 병역 기피 논란
MC몽은 1998년 징병검사때 1급 판정을 받고 2004년 입영 통지서를 받았으나, 입영을 여러 차례 연기하다가 2007년 치아저작기능 점수 미달로 병역면제 처분을 받았다. 그러던 와중 2010년 MC몽이 고의적으로 발치를 해서 병역면제를 받았다는 의혹이 불거지자 MC몽 측은 치아 발치는 정상적인 치료행위였다고 주장했다.
그러나 1998년 9월 10일 MC몽이 처음 징병검사를 받았을 당시엔 치아도 정상이었고, 이후 입영 연기 사유도 국가고시를 본다는 이유였으나 실제로는 시험 며칠 전까지 영화 촬영을 하였고, 심지어 다음달에는 3집 앨범까지 발매하였다는 사실이 밝혀졌다. 또한 입영을 연기하기 위해 브로커에게 250만원을 주고 모 산업디자인학원에서 수강하는 것으로 허위 재원증명서를 발급받아온 것도 밝혀졌다. 이에 대해 2010년 10월, 경찰은 MC몽을 병역기피 혐의로 입건후, 불구속 기소했다. 뿐만 아니라 수사 과정에서 MC몽이 자신의 치아 상태로 군면제가 될 수 있는지 인터넷 사이트 네이버 지식iN에 질문한 사실도 드러났다. 이 사건이 발생하자 병무청은 앞으로 어깨 탈골, 치아, 시력 등으로 인한 군면제는 없도록 제도를 바꿀 것이라고 밝혔다.
2010년 10월 12일에는 MC몽의 치아를 발치한 의사가 MC몽으로부터 8000만원을 받고 고의로 발치한 것도 밝혀졌다. 반면 해당 사건에 관해 피플크루의 전 멤버는 자신의 미니홈피에 "마약 혐의로 수감중인 치과의사 이야기를 믿느냐"라며 치과의사의 잘못이라고 주장하여 논란이 일기도 했다. 이어 재판에 증인으로 선 치과의사들이 "경찰에 의해 강압수사를 받았다"라고 증언하여 다시 한 번 논란이 일었다.
이 사건으로 인해 SBS는 하하몽쇼의 녹화를 중단했고, KBS의 1박 2일에는 잠정적으로 출연하지 않게 되었다. 아울러, KBS와 MBC에서는 출연금지 연예인 명단에 올라야 했는데 나중에는 SBS에서도 출연금지 연예인 명단에 오르는 수모를 겪었다.
2011년 4월 11일 법원은 MC몽의 병역법 위반 혐의에 대해 "치과 치료에 대한 공포증, 경제적 어려움, 그리고 치과의사들에 대한 진료 의견에 따라 정당한 발치였다고 판단한다"라며 무죄 판결을 내렸지만, 정당한 이유 없이 입영을 미룬 것에 대해서는 공무집행방해죄를 적용하여 징역 6개월에 집행유예 1년, 사회봉사 120시간을 선고했다. 하지만 검찰은 병역법 위반죄가 무죄 판결이 난 것에 불복하여 항소하겠다고 밝혔고, MC몽도 유죄판결이 내려진 공무집행방해에 대해 항소하겠다고 밝혔다. 이와 별개로 MC몽은 4월 19일 기자회견을 열어 사과하고 "이제라도 입대를 하고 싶다"라는 입장을 밝히기도 했다.
그러나 이미 MC몽의 병역면제가 무죄 판결이 났고, 또한 고령으로 인해 자원입대도 불가능하다. 현행 병역법에 의하면 30살까지만 재검이 가능해 당시 33살의 MC몽은 입대할 수 없었다. 차후 검찰의 항소에서 병역면제가 유죄 판결이 났다면 36세까지 병역법을 적용받으므로 입대할 수 있으나, 2011년 6월 법제처가 MC몽의 입대 가능 여부를 조사한 결과 불가능하다고 결론내렸다. MC몽은 병역법 위반 혐의에 대해 무죄 판결을 받았지만 대중들의 반응은 여전히 싸늘했다. 그리고 MC몽의 입영연기와 네이버 지식iN 질문 등의 증거들 및 정황상으로 볼때 의도적인 병역기피일 가능성이 높다고 보는 사람들이 더욱 많았다.

## 음반 목록

### 정규 음반
- 180 Degree (2005.04.21)
- His Story (2006.05.11)
- The Way I Am (2007.09.10)
- Show`s Just Begun (2009.04.15)
- Humanimal (2010.07.16)
- Miss Me Or Diss Me (2015)
- U.F.O (2017)
- CHANNEL8 (2020)
- FLOWER9 (2022)

### 기타 음반
- Humanimal Repackage (2009)
- 《Blue Brand PART 1》 (2009)
- 《블루브랜드 2집 Trauma Part 2》 (2010)
- EP 《Song For You》 (2015)
- EP 《아무도 모르게》 (2015)

### 싱글
- "천하무적 이평강!" (2009)
- "So Fresh" (2007)
- "죽을만큼 아파서 (Feat. 멜로우)" (2010)
- "후유증 (Feat. 진실)" (2016)
- "반창고 (Feat. 허각)" (2017)

### 피플 크루
- Hiphop Nation (1998)
- Hiphop Spirit Forever (1999)
- 태산북두 (泰山北斗) (2000)
- We Believe We Can Fly! (2002)
- Best Of Best : Red Hot + Cool 2004-1998 New Arrival (2004)

## 연기 활동

### 드라마
- 2003년 MBC 《회전목마》 - 진교를 좋아하는 남학생 역 (특별출연)
- 2004년~2005년 MBC 《단팥빵》 - MC몽 역 (특별출연)
- 2005년 MBC 《슬픈 연가》 - 장진표 역
- 2007년 tvN 《위대한 캣츠비》 - 캣츠비 역

시트콤
- 2003년 ~ 2004년 MBC 《논스톱 4》 - MC 몽 역[31]
- 2004년 MBC 《논스톱 5》 - 특별출연

#### 영화
- 2005년 《데우스 마키나》
- 2006년 《뚝방전설》
- 2007년 《묘도야화》
- 2008년 《스페이스 침스》 - 한국어 버전 더빙

## 출연작

### TV 예능
- 《해피선데이》 - 〈1박 2일〉 (2007년 ~ 2010년)
- 《야심만만 2》 (2008년 ~ 2009년)
- 《닥터몽 의대가다》 (2009년)
- 《하하몽 쇼》 (2010년)

### 라디오 (진행)
- 《하하 몽의 하이파이브》 (2002년 ~ 2003년)
- 《하하 몽의 영스트리트》 (2003년 ~ 2005년)
- 《MC몽의 동고동락》 (2007년 4월 16일 ~ 2008년 10월 26일)

### 광고
- SK텔레콤 준
- 스프리스
- 남양유업 우유속 진짜딸기과즙 듬뿍
- 해태음료 써니텐
- SK텔레콤 네이트
- 롯데삼강 국화빵과 아이스크림 (레슬링 선수 정지현과 함께 출연)
- BHC치킨
- 에버랜드
- 네파
- 홈플러스
- 농심 카프리썬
- 한국닌텐도 닌텐도DS 리듬세상

### 뮤직비디오
- 소유진 - 〈파라파라퀸〉 (2001년)
- 스테이 - 〈Your Name Is Love〉 (2010년)

## 수상

### 시상식
| 연도 | 시상식 |
| ---- | --- |
| 2003 | - 2003 대한민국 연예대상: 신인 아티스트 - 2003 MBC 연예대상: 프로듀서들이 뽑은 코미디-시트콤 스타 - 2003 MBC 연예대상: 시트콤 아티스트                                                                                    |
| 2004 | - 2004 KBS 음악 대상: 본상 - 2004 MBC 연예대상: 프로듀서들이 뽑은 코미디-시트콤 스타 |
| 2005 | - 2005 M.net KM 뮤직 페스티벌: 인기상 - 제 22회 코리아 베스트 드레서: 베스트 드레서 - 제10회 MBC 가요대상: 본상 - KBS 뮤직 어워드: 작사 - KBS 뮤직 어워드: 올해의 아티스트 - 제20회 골든디스크: 본상 - SBS 가요대상: 본상 |
| 2006 | - 2006 M.net KM Music Festival: 최고의 힙합 상 - 제16회 서울가요대상: 본상 - 제 21회 골든디스크: 힙합 상 - 2006 MBC 연예대상: 특별상 - 2006 SBS Music Awards: 본상                                                        |
| 2007 | - 싸이월드 디지털 뮤직 어워드: 이 달의 노래 (7월) (So Fresh) |
| 2008 | - 제 23회 골든 디스크 어워드: 디지털 본상 |
| 2010 | - 2009 싸이월드 디지털 뮤직 어워드: 본상 |
| 2015 | - 제4회 《가온 차트 K-POP 어워드》 올해의 가수상 음원부문 (11월) |
| 2016 | - 제5회 《가온 차트 K-POP 어워드》 올해의 가수상 음원부문 (3월) |

### 가요 프로그램 1위
| 연도            | 수상 내역 (총 17회) |
| --------------- | --- |
| 2004년 (총 2회) | - 180˚ (총 2회) - 5월 30일 SBS 《인기가요》 뮤티즌송 - 6월 20일 SBS 《인기가요》 뮤티즌송 |
| 2005년 (총 3회) | - 천하무적 (총 3회) - 6월 19일 SBS 《인기가요》 뮤티즌송 - 6월 30일 M.net 《엠카운트다운》 1위 - 7월 3일 SBS 《인기가요》 뮤티즌송 |
| 2006년 (총 1회) | - 아이스크림 (총 1회) - 11월 19일 SBS 《인기가요》 뮤티즌송 |
| 2008년 (총 9회) | - 서커스 (총 9회) - 5월 2일 KBS 《뮤직뱅크》 K-Chart 1위 - 5월 8일 M.net 《엠카운트다운》 1위 - 5월 9일 KBS 《뮤직뱅크》 K-Chart 1위 - 5월 16일 KBS 《뮤직뱅크》 K-Chart 1위 (트리플 크라운) - 5월 23일 KBS 《뮤직뱅크》 K-Chart 1위 - 5월 25일 SBS 《인기가요》 뮤티즌송 - 5월 29일 M.net 《엠카운트다운》 1위 - 5월 30일 KBS 《뮤직뱅크》 K-Chart 1위 (5주 연속) - 6월 12일 M.net 《엠카운트다운》 1위 (트리플 크라운) |
| 2014년 (총 2회) | - 내가 그리웠니 (총 2회) - 11월 15일 MBC 《쇼음악중심》 1위 - 11월 16일 SBS 《인기가요》 1위 |